# Эрнандес, Николас
Николас Эрнандес (исп. Nicolas Hernandez; 4 мая 1979, Буэнос-Айрес, Аргентина) — аргентинский футболист, нападающий.

## Карьера
Эрнандес начал профессиональную карьеру в клубе высшего дивизиона чемпионата Аргентины «Феррокариль Оэсте» в 1999 году. Следующий сезон он провёл в клубе «Колон». В 2002 году Эрнандес подписал контракт с итальянским «Кремонезе», но вскоре вернулся на родину, где выступал за команды второго дивизиона «Сан-Мартин» и «Уракан».
В 2005 году Эрнандес перешёл в чилийский клуб «Кобрелоа». В 2006—2008 годах он играл за клубы MLS «Колорадо Рэпидз» и «Коламбус Крю» (чемпион сезона 2008). 2009 год Эрнандес провёл в клубе «Алахуэленсе» из Коста-Рики. В 2010 году он подписал контракт с чемпионом Вьетнама «Данангом», за который выступал несколько сезонов. 2013 год Эрнандес провёл во вьетнамском клубе «Куангнам». В начале 2014 года он вернулся в «Феррокариль Оэсте».